# Zornia contorta
Zornia contorta är en ärtväxtart som beskrevs av Robert H Mohlenbrock. Zornia contorta ingår i släktet Zornia och familjen ärtväxter. Inga underarter finns listade i Catalogue of Life.